# Adrian Leon Barišić
Pour les articles homonymes, voir Barišić.
Adrian Leon Barišić, né le 19 juillet 2001 à Stuttgart en Allemagne, est un footballeur international  bosnien qui évolue au poste de défenseur central au FC Bâle.

## Biographie

### En club
Né à Stuttgart en Allemagne, Adrian Leon Barišić est formé par le RNK Split avant de rejoindre le NK Osijek où il commence sa carrière professionnelle. Il joue son premier match le 2 mai 2021, lors d'une rencontre de championnat face au NK Varaždin. Il est titularisé ce jour-là, et les deux équipes se neutralisent (1-1 score final).
Le 8 janvier 2022 il est prêté au Frosinone Calcio jusqu'à la fin de la saison.
Le 18 aout 2023, quitte le NK Osijek et signe au FC Bâle pour une durée de 4 ans. Il portera le numéro 26.

### En sélection
Adrian Leon Barišić représente l'équipe de Bosnie-Herzégovine des moins de 19 ans. Il joue un total de sept matchs avec cette sélection.
En mai 2023, Adrian Leon Barišić est convoqué pour la première fois avec l'équipe nationale de Bosnie-Herzégovine. Il honore sa première sélection lors de ce rassemblement, le 17 juin 2023 contre le Portugal. Il est titularisé et son équipe s'incline par trois buts à zéro,.

## Palmarès
FC Bâle (2)
- Vainqueur de la Coupe de Suisse en 2025
- Champion de Super League en 2025